# 오카모토 케이토
오카모토 케이토(岡本 圭人, 1993년 4월 1일 ~ )는 일본의 배우이다. 남성 아이돌 그룹 Hey! Say! JUMP의 전 멤버. 
도쿄도 출신. STARTO ENTERTAINMENT 소속. 신장은 174cm, 혈액형은 O형이다.
부친은 같은 사무소 소속의 오카모토 켄이치(오토코구미), 모친은 모델 니시 가츠에(2007년에 이혼). 2012년 2월에 죠치 대학 국제 교양 학부에 합격. 

## 약력
- 2006년에 행해진 콘서트 《쟈니즈 Jr.의 대모험!》에서, 오카모토 켄이치의 아들이라고 소개되어 첫 피로가 된다.
- 2007년

Hey! Say! JUMP의 《Ultra Music Power》로 CD 데뷔.
- 2011년,
  - TBS 계열의 《3학년 B반 킨파치 선생님 파이널》로 배우 데뷔.
- 2012년 죠치 대학 국제 교양 학부에 합격.
- 2018년
  - 8월 말부터 Hey! Say! JUMP로서 활동을 중지 발표.
  - 9월부터 미국의 2년제 연극학교 아메리칸 아카데미 오브 드라마틱 아트에 2년간 유학.
- 2021년
  - 4월 5일, 배우 활동에 전념하기 위해, 같은 달 11일자로 그룹을 탈퇴하는 것이 발표.

## 작사
- Hero (작곡: 나루미 카즈토, 편곡: 이토 슌)

## 출연 작품

### 드라마
- 3학년 B반 킨파치 선생님 파이널 (2011년 3월 27일, TBS) - 카게우라 유야 역
- 퍼스트 클래스 제2기 (2014년 10월 ~ 12월, 후지 TV) - 쿠니키다 히사시 역

### 버라이어티
- 백식~백으로 아는 하나의 지식~ (2007년 10월 ~ 2008년 3월, 후지 TV) ※준레귤러
- 백식왕 (2008년 4월 ~ 2013년 9월, 후지 TV) ※레귤러
- 망상 리스트 (2013년 10월 ~ 2014년 9월, 후지 TV) ※레귤러